# Fighting Beauty
Pour plus de détails, voir Fiche technique et Distribution.
Fighting Beauty (titre dans la version en français), ou Beautiful Boxer (en thaï : บิวตี้ฟูล บ๊อกเซอร์), est un film thaïlandais réalisé par Ekachai Uekrongtham, sorti en 2003.

## Synopsis
L'histoire est basée sur la vie de Parinya Charoenphol, dite Nong Toom, une boxeuse de muay-thaï katoï. Le film relate l'enfance de Nong Toom, enfant sensible, aimant jouer avec les filles et pour cela souffre-douleur de certains de ses camarades. Adolescente, alors encore considérée comme un homme, elle accepte le défi de participer à un combat de boxe qui lui montre que la volonté est plus forte que les aléas de la vie. Elle décide de s'entraîner sérieusement et, après bien des difficultés, progresse jusqu'à devenir championne, tout cela sans renier son identité de genre qui lui permet de se démarquer de ses adversaires à son avantage. Mais le désir profond qui l'anime est de transitionner, ce qu'elle fait au sommet de sa carrière.

## Fiche technique
- Titre : Beautiful Boxer
- Réalisation : Ekachai Uekrongtham
- Scénario : Desmond Sim et Ekachai Uekrongtham
- Production : Ekachai Uekrongtham
- Société de production : GMM Pictures Co.
- Musique : Amornbhong Methakunavudh
- Photographie : Choochart Nantitanyatada
- Montage : Inconnu
- Pays d'origine : Thaïlande
- Format : Couleurs - 1,85:1 - Dolby Digital - 35 mm
- Genre : Action, drame
- Durée : 118 minutes
- Date de sortie : 2003 (Thaïlande) ; 2 septembre 2005 (UK)[3] ; 6 avril 2006 (France, direct-to-video sous le titre de Beautiful Boxer)[4]

## Distribution[5]
- Asanee Suwan : Nong Toom / Parinya Kiatbusaba / Parinya Charoenphol[6]
- Sorapong Chatree (สรพงษ์ ชาตรี) : Pi Chart
- Orn-Anong Panyawong : la mère de Nong Toom
- Nukkid Boonthong : le père de Nong Toom
- Sitiporn Niyom : Nat
- Kyoko Inoue : son propre rôle
- Keagan Kang : Jack, le journaliste
- Yuka Hyodo : une fan japonaise
- Somsak Tuangmkuda : Pi Moo
- Tanyabuth Songsakul : Tam
- Sarawuth Tangchit : Nong Toom enfant
- Natee Pongsopol : Nong Toom jeune moine
- Samnuan Sangpali : Anaconda
- Natawuth Singlek : Ramba
- Pat Sasipragym : Hercules

## Autour du film
Ce film a été diffusé dans plus de 200 festivals de films internationaux, a remporté 15 grands prix internationaux et est sorti dans plus de 30 pays.
- Le tournage s'est déroulé à Bangkok, Chiang Mai et Patpong, en Thaïlande, ainsi que Tokyo, au Japon.
- Kyoko Inoue est réellement une catcheuse professionnelle. Son combat contre Manami Toyota fut élu meilleur match de l'année 1995 par la Wrestling Observer Newsletter.
- Nong Toom fait une petite apparition en tant que masseuse du salon de beauté.

- Ce n'est pas la première fois que le cinéma thaïlandais s'intéresse aux sportifs trans. Déjà en 2000, Satreelex, the Iron Ladies mettait en scène toute une équipe de joueurs de volley-ball gays, travestis ou trans, basé là encore, sur une histoire vraie[8],[9].

## Récompenses

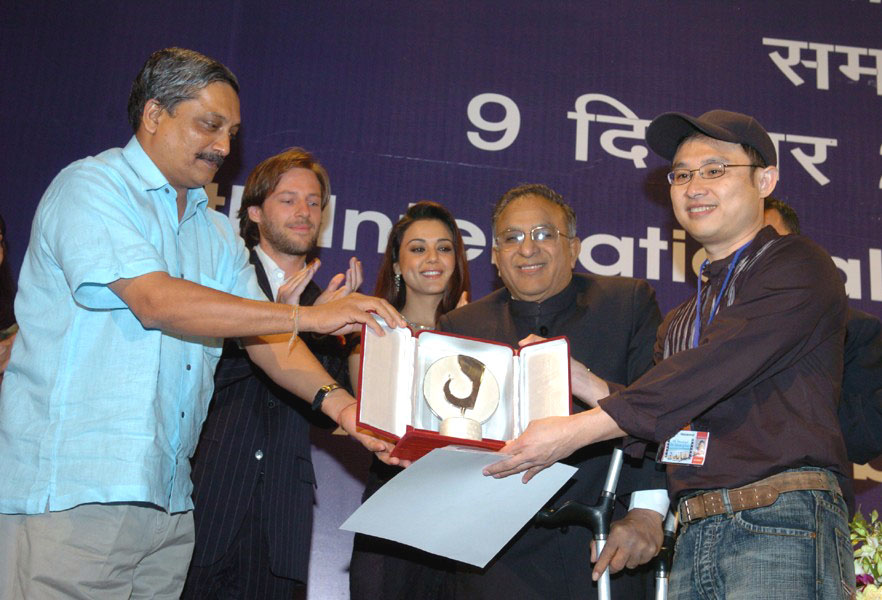
Ekachai Uekrongthan reçoit le Silver Peacock Award pour son film Beautiful Boxer, au Festival international du film d'Inde (IFFI) en 2004

- Prix du meilleur jeune talent pour Ekachai Uekrongtham, lors du Festival L.A. Outfest 2004.
- Prix du meilleur film, lors du Festival international du film gay et lesbien de Milan 2004.
- Prix Sébastien, lors du Festival international du film de Saint-Sébastien 2004.
- Prix du meilleur acteur (Asanee Suwan) et des meilleurs maquillages (Kraisorn Sampethchareon), lors des Thailand National Film Association Awards 2004.
- Prix du meilleur film, lors du Festival international du film gay et lesbien de Turin 2004.
- Prix du "paon d'argent" Silver Peacock Award, lors du Festival international du film d'Inde 2004
- Nomination au prix du film le plus remarquable, lors des GLAAD Media Awards 2006.